# Euacasta dofleini
Euacasta dofleini is een zeepokkensoort uit de familie van de Archaeobalanidae.